# چخماقلوی سفلی
چخماقلوی سفلی روستایی در دهستان گچلرات غربی بخش ارس شهرستان پلدشت استان آذربایجان غربی ایران است که تمام جمعيت آن کورد است و پیرو مذهب سنی هستند.
همه مردم آن از ایل میلان و طایفه دلائی می‌باشند.

## جمعیت
بر پایه سرشماری عمومی نفوس و مسکن در سال ۱۴۰۲ جمعیت این روستا ۲۵۰۰ نفر (در ۵۱۵ خانوار) بوده است.